# Abraham Gómez
Abraham Humberto Gómez Rodríguez (Talca, Xile, 11 de desembre de 1988) és un futbolista xilè. Va començar la seva carrera futbolística al Club Brilla el Sol de Talca, que té un gran prestigi a la regió a causa de la gran quantitat de bons jugadors que s'han format en aquest club. L'actual president de Brilla el Sol és el seu pare, Francisco Gómez.

## Clubs
| Club                  | País | Any         |
| --------------------- | ---- | ----------- |
| Rangers               | Xile | 2009 - 2012 |
| Lota Schwager         | Xile | 2013        |
| Deportes Puerto Montt | Xile | 2013 - 2014 |
| Deportes Linares      | Xile | 2015 -      |